# 皮奥贝西托里内塞
皮奥贝西托里内塞（義大利語：Piobesi Torinese），是意大利都灵省的一个市镇。总面积19平方公里，人口3651人，人口密度192.2人/平方公里（2009年）。ISTAT代码为001193。